# Grävbin
Grävbin (Andrenidae) är en familj solitära bin i insektsordningen steklar. Cirka 4 000 arter är kända varav drygt sextio är påträffade i Sverige, ett fyrtiotal i Finland. 

## Beskrivning

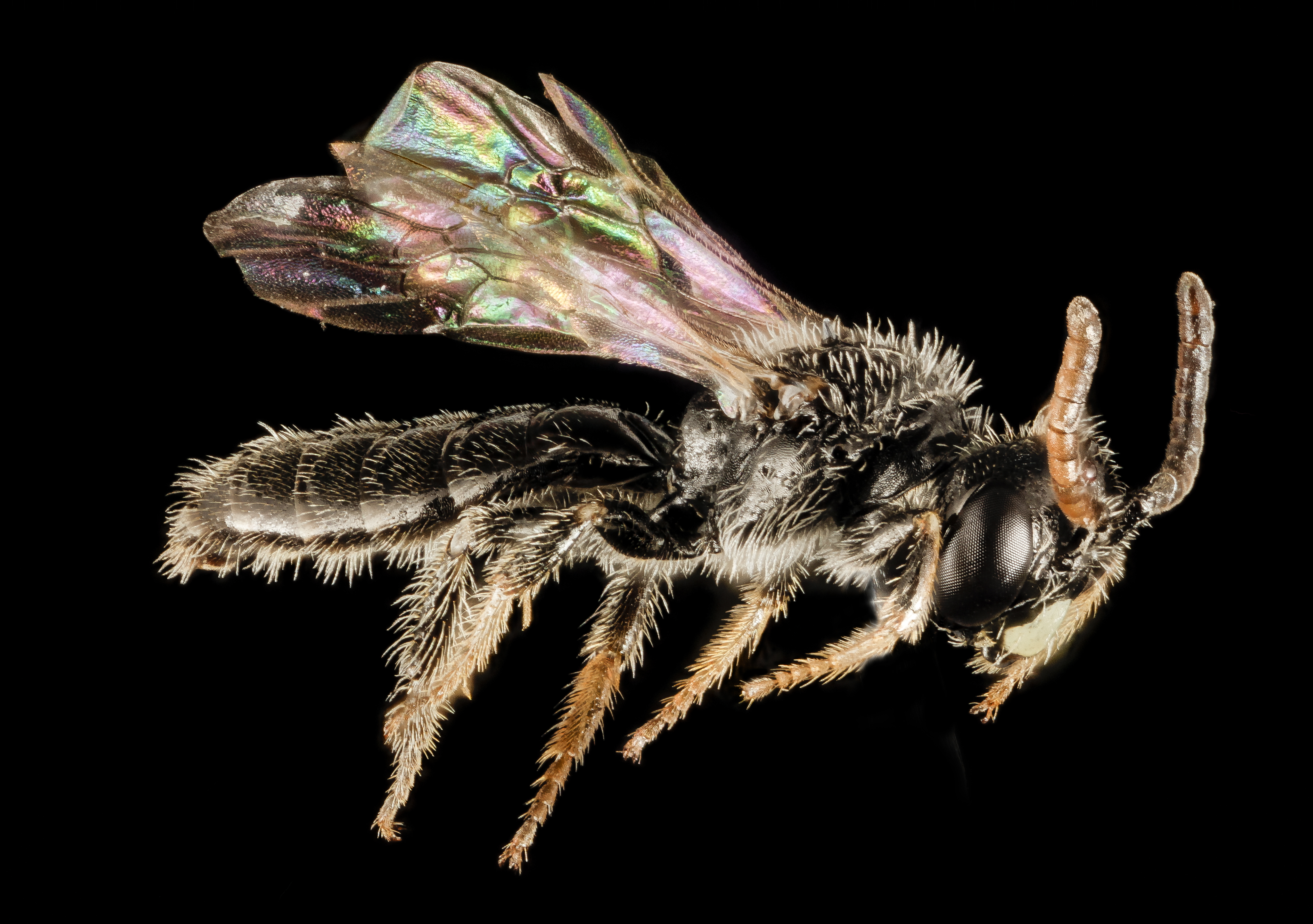
Panurginus potentilla, hane, ett bergsbi. Den gula ansiktsmasken kan anas längst till höger.

Grävbina har en längd på mellan 5 och 20 millimeter. Kroppsfärgen är ofta svart, även om vissa hanar har en gul mask i ansiktet. Vissa arter har även röda markeringar på bakkroppen.

## Ekologi
Grävbin lever solitärt och gräver sina bon i marken, ofta i sandig mark på ställen med sparsam vegetation. De bygger gärna sina bon tillsammans i kolonier. När honan gräver ut boet börjar hon med en lång tunnel, som hon gräver flera sidogångar till. Varje sidogång avslutas med en larvkammare, som honan fyller med en boll av nektar och pollen. Larvkammaren kläs ofta med en vaxliknande, skyddande substans. Sist, innan hon sluter till larvkammaren, lägger honan ett ägg på toppen av bollen, som får tjäna till näring för den larv som kläcks ur ägget. De ingående arterna producerar i regel en generation per år. Vissa arter hinner med två generationer per år; då har ofta de båda generationerna något olika utseende. I detta senare fall övervintrar den första generationen som vuxna, medan den andra generationen övervintrar som så kallad prepuppa i sitt larvbo, och kommer fram först tidigt nästa år.
De lever liksom andra bin av pollen och nektar och är ofta polylektiska, de flyger till blommande växter från många olika familjer. Vad gäller pollen är dock en del arter specialiserade på ett fåtal blomarter. Flygtiden är ofta tidigt på våren. Gökbin lägger ofta ägg i grävbinas bo och dess larver snyltar på värdlarvernas förråd av pollen.

## Utbredning
Grävbin finns i hela världen utom i Antarktis.

## Systematik
Grävbina delas in i 4 underfamiljer med 45 släkten och nästan 3 000 arter.
I Sverige och Finland finns endast nedanstående tre släkten.
- Sandbin (Andrena). Enormt artrikt släkte med över 1 300 arter. Cirka 60 arter i Sverige, 40 i Finland.[6][7]
- Fibblebin (Panurgus). I Sverige finns arterna storfibblebi (P. banksianus) och småfibblebi (P. calcaratus), i Finland endast småfibblebi.[2][8]
- Bergsbin (Panurginus). Endast arten hallonbi (P. romani) i Sverige och Finland.[3][9]